# Superman 2
Pour l’article homonyme, voir Superman (homonymie).
Série Superman (1978-1987)
Superman
(1978) Superman 3
(1983)
Pour plus de détails, voir Fiche technique et Distribution.
Superman 2 ou Superman 2 : L'aventure continue au Québec (Superman II : The Adventure Continues) est un film de super-héros britanno-américano-canadien réalisé par Richard Lester et sorti en 1980.
C'est la suite de Superman sorti en 1978, d'après le personnage Superman créé en 1933 par Jerry Siegel et Joe Shuster.
En 2005, Richard Donner, réalisateur du premier et d'une partie de celui-ci, dévoile sa propre version du film (Superman 2: The Richard Donner Cut), sortie en DVD et Blu-Ray.

## Synopsis
Avant la destruction de Krypton, le général Zod, Ursa et Non sont condamnés au bannissement dans la Zone Fantôme. Des années plus tard, leur prison est brisée près de la Terre par l'onde de choc d'une bombe à hydrogène, lancée depuis la Terre par Superman. Les trois criminels sont  alors libérés et se retrouvent avec des super pouvoirs accordés par la lumière jaune du Soleil. Après avoir atterri sur la lune et tué sans effort une équipe d'astronautes qui l'explorait, ils se dirigent vers la Terre avec des plans pour conquérir la planète. Le Daily Planet envoie le journaliste Clark Kent - dont l'identité secrète est Superman - et sa collègue Lois Lane à Niagara Falls. Lois soupçonne que Clark et Superman sont la même personne après l'absence de son collègue lorsque Superman apparaît et sauve un enfant qui chutait. Elle se place ensuite intentionnellement dans les chutes mais Clark la sauve sans s'exposer. Cette nuit-là, Clark trébuche et son bras atterrit dans une cheminée allumée. Lorsque sa main est indemne, Clark révèle qu'il est bien Superman. Il l'emmène dans sa Forteresse de Solitude dans l' Arctique, lui montrant les traces de son passé stockées dans des cristaux d'énergie. Superman déclare son amour à Lois et son souhait de passer sa vie avec elle. Après s'être entretenu avec l'intelligence artificielle de sa mère Lara, Superman supprime ses super pouvoirs en s'exposant à la lumière rouge du soleil kryptonien dans une chambre de cristal, devenant un mortel. Clark et Lois passent la nuit ensemble, puis quittent la forteresse et reviennent de l'Arctique en automobile.
Pendant ce temps, après s'être habitués à la Terre, Zod et ses acolytes se rendent à la Maison Blanche et forcent le président des États-Unis à se soumettre à leur autorité. Clark et Lois arrivent dans un restaurant, où un voyou nommé Rocky harcèle sexuellement Lois et bat Clark. Le combat est interrompu par un reportage urgent à propos de la prise de pouvoir du général Zod. Lorsque le président plaide pour que Superman sauve la Terre, le général Zod exige que Superman vienne s'agenouiller devant lui. Réalisant qu'il a fait une terrible erreur, Clark retourne à la forteresse pour voir s'il peut retrouver ses pouvoirs. De son côté, Lex Luthor s'évade de prison avec l'aide d'Eve Teschmacher, laissant derrière lui son complice Otis. Luthor et Teschmacher infiltrent la forteresse de la solitude avant l'arrivée de Superman et Lois. Il apprend le lien de Superman avec Jor-El et le général Zod. Il retrouve Zod à la Maison Blanche et lui dit que Superman est le fils de Jor-El, leur geôlier, et propose de le conduire à Superman en échange du contrôle de l'Australie. Les trois Kryptoniens s'allient à Luthor et se rendent dans les bureaux du Daily Planet. Superman arrive, après avoir trouvé le cristal vert qui restaure ses pouvoirs, et combat les trois criminels. Pendant leur affrontement, Zod se rend compte que Superman se soucie des humains et en profite en menaçant les passants.
Superman se rend compte que le seul moyen d'arrêter Zod et les autres est de les attirer à la forteresse. Il s'envole avec Zod, Ursa et Non à sa poursuite, kidnappant Lois et emmenant Luthor. À son arrivée, Zod déclare à Luthor qu'il lui a été utile mais qu'il prévoit de le tuer avec Superman. Ce dernier essaie de convaincre Luthor d'attirer les trois dans la chambre de cristal pour leur enlever leurs pouvoirs. Cependant, Luthor, désireux de rentrer dans les bonnes grâces de Zod, révèle le secret de la chambre aux méchants. Zod force Superman à entrer dans la chambre et l'active. Ensuite, en le supposant privé de ses pouvoirs, Zod dit à Superman de s'agenouiller et de lui baiser la main. Au lieu de cela, Superman écrase la main de Zod et le jette dans une crevasse. Luthor en déduit que Superman a reconfiguré la chambre pour exposer le trio à la lumière rouge du soleil pendant que Superman en était protégé. Non tombe dans une autre crevasse en essayant de la survoler, et Lois projette Ursa dans une troisième. Superman retourne à la civilisation, ramenant Lois à la maison et Lex en prison. Au Daily Planet le jour suivant, Clark trouve Lois bouleversée de connaître son secret mais de ne pas pouvoir être ouverte sur ses vrais sentiments. Il l'embrasse, utilisant ses capacités pour ôter de son esprit la connaissance des derniers jours. Plus tard, Clark retourne au restaurant et donne une leçon à la brute Rocky. Superman répare les dommages causés par Zod, en replaçant le drapeau américain au sommet de la Maison Blanche, et dit au président qu'il n'abandonnera plus son devoir.

## Fiche technique
Sauf indication contraire, les informations mentionnées dans cette section peuvent être confirmées par les bases de données cinématographiques IMDb et Allociné,  présentes dans la section « Liens externes ».
- Titre original : Superman II : The Adventure Continues
- Titre français : Superman II ou Superman II, L'aventure continue
- Réalisation : Richard Lester
- Scénario : Mario Puzo, David Newman et Leslie Newman, avec la participation non créditée de Tom Mankiewicz, d'après une histoire de Mario Puzo et les personnages créés par Jerry Siegel et Joe Shuster
- Musique : Ken Thorne ; thèmes de John Williams
- Direction artistique : Ernest Archer, Norman Reynolds, Terry Ackland-Snow et Charles Bishop
- Décors : John Barry et Peter Murton
- Costumes : Yvonne Blake et Sue Yelland
- Photographie : Geoffrey Unsworth et Robert Paynter
- Son : Roy Charman, Mike Hopkins, Gerry Humphreys
- Montage : John Victor Smith
- Production : Pierre Spengler
  - Production déléguée : Ilya Salkind et Alexander Salkind
- Sociétés de production[1] :
  - États-Unis : Film export A.G. et International Film Productions Inc.
  - Royaume-Uni : Dovemead Limited
- Sociétés de distribution : Warner Bros. (États-Unis), Columbia-EMI-Warner (Royaume-Uni), Warner-Columbia Film (France)
- Budget : 54 millions de $[2]
- Pays de production :  Royaume-Uni,  États-Unis,  Canada
- Langues originales : anglais, français, russe
- Format[3] : couleur (Technicolor)
  - 35 mm - 2,39:1 (Cinémascope) - son Dolby stéréo
  - 70 mm - 2,20:1 (Panavision 70) - son 70 mm 6-Track (MegaSound encoding)
- Genre : science-fiction, aventures, action, super-héros
- Durée : 127 minutes ; 116 minutes (Richard Donner Cut)
- Dates de sortie[4] :
  - France : 9 décembre 1980
  - Royaume-Uni : 9 avril 1981
  - États-Unis, Québec : 19 juin 1981[5]
- Classification[6] :
  - États-Unis : des scènes peuvent heurter les enfants - accord parental souhaitable (PG - Parental Guidance Suggested)[Note 1]
  - Royaume-Uni : pour un public de 8 ans et plus - accord parental souhaitable (PG - Parental Guidance)[7]
  - Québec : tous publics – pour enfants (G - General Rating)[5]
  - France : tous publics[8]

## Distribution
- Christopher Reeve (VF : Pierre Arditi) : Superman / Clark Kent / Kal-El
- Margot Kidder (VF : Perrette Pradier) : Lois Lane
- Terence Stamp (VF : René Arrieu) : le général Zod
- Sarah Douglas  : Ursa
- Jack O'Halloran : Non
- Gene Hackman (VF : Francis Lax) : Lex Luthor
- Jackie Cooper (VF : Jacques Thébault) : Perry White
- Marc McClure (VF : Éric Legrand) : Jimmy Olsen
- Ned Beatty (VF : Albert Augier) : Otis
- E. G. Marshall (VF : Roland Ménard) : le président des États-Unis
- Valerie Perrine (VF : Annie Sinigalia) : Eve Teschmacher
- Susannah York (VF : Jeanine Freson) : Lara-El
- Clifton James : le shérif
- Leueen Willoughby : Leueen
- Robin Pappas : Alice
- Richard Parmentier (VF : Jean Berger) : le reporter TV
- Pepper Martin (VF : Jacques Richard) : Rocky, le client du Fast Food
- Richard Griffiths : l'un des terroristes de la tour Eiffel
- Angus MacInnes : le directeur de la prison
- John Hollis : le quatrième membre du conseil de Krypton
- Don Fellows : le général américain avec Zod
- Jean-Pierre Cassel : un chef d'état-major français (non crédité)

Source et légende : Version française (VF) sur AlloDoublage

## Production

### Développement
Ce second film est développé et tourné en partie en même temps que le premier, sous la direction de Richard Donner, en 1977. Cependant, la production du second film sera stoppée pour se concentrer et achever Superman. À la suite de divergences d'opinions, Richard Donner est remplacé par Richard Lester, qui avait déjà participé de manière non créditée au premier film.

### Attribution des rôles
Clifton James, qui joue le shérif croisant la route des Kryptoniens, avait joué un rôle similaire dans deux James Bond, Vivre et laisser mourir et L'homme au pistolet d'or. De plus, il conduit le même modèle de voiture dans les 3 films.
Lorsque les 3 Kryptoniens arrivent dans le bureau ovale, on peut apercevoir sur la droite de l'écran le comédien français Jean-Pierre Cassel dans le rôle d'un chef d'état-major. Celui-ci, ami du réalisateur Richard Lester, visitait alors le plateau et ce caméo fut totalement improvisé.

### Tournage
Sous la direction de Richard Lester, le tournage redémarre le 1er juin 1979.
Pour toute la séquence de bagarre entre Superman et les Kryptoniens, une rue de New York a été reconstituée en studio au 1/8e de sa taille réelle.
Le tournage est marqué par les décès du chef décorateur John Barry et du directeur de la photographie Geoffrey Unsworth. Ils seront remplacés par Peter Murton et Robert Paynter dès la reprise de la production.

## Musique
Bandes originales de Superman
Superman
(1978) Superman 3
(1983)
La musique du film est composée par Ken Thorne. Il succède à John Williams. Le thème créé par ce dernier pour le précédent film est cependant réutilisé.

### Liste des titres
Face A
1. Preface (1:04)
2. Main Title March (5:32)
3. Lift Into Space - Release Of The Villains (1:38)
4. Lex Escapes (2:09)
5. Honeymoon Hotel (3:16)
6. Lex & Miss Teschmacher To Fortress (2:07)
7. Clark Exposed As Superman (3:17)
8. Lover Fly North (0:52)

Face B
1. Mother's Advice (1:56)
2. TV. President Resigns - Clark To Fortress (2:48)
3. Aerial Battle - Superman Save Spire (2:51)
4. Sad Return (1:43)
5. Ursa Flies Over The Moon (2:28)
6. Clark Fumbles Rescue (2:11)
7. End Title March (4:16)

## Accueil

### Accueil critique
Sur le site d'agrégation de critiques Rotten Tomatoes , Superman II a un taux d'approbation de 83 % basé sur 58 critiques, avec une note moyenne de 7,4/10. Le consensus des critiques du site se lit comme suit : « L'humour trébuche parfois sur le terrain du slapstick et les effets spéciaux sont datés, mais Superman II atteint, voire dépasse, la norme établie par son prédécesseur. »  Sur Metacritic , le film a une note moyenne pondérée de 83 sur 100, basée sur 16 critiques, indiquant une « acclamation universelle .
Roger Ebert du Chicago Sun-Times , qui a donné au film original de très bonnes critiques,  a également fait l'éloge de Superman II , lui attribuant quatre étoiles sur quatre. Il a écrit dans sa critique : « L'idée la plus intrigante de ce film est que le déguisement de Superman en Clark Kent n'est pas tant une question d'apparence que d'attitude mentale : Clark n'est pas déguisé par ses lunettes mais par son apparence ordinaire. Sous son extérieur docile, bien sûr, se cache un super-héros. Et le film le suggère subtilement, n'est-ce pas le cas pour nous tous ? »  Gene Siskel du Chicago Tribune a attribué trois étoiles et demie sur quatre  et l'a déclaré « meilleur que l'original ».  Sheila Benson du Los Angeles Times l'a qualifié de « Superman le plus intéressant à ce jour », ajoutant : « Le plaisir de ce film vient des personnages, des dialogues et des performances, pas des effets spéciaux. Il y a bien sûr suffisamment d'effets spéciaux pour remplir une douzaine de feuilletons du samedi matin, mais ils ne font pas nécessairement le charme du film. »
Janet Maslin , critique pour le New York Times , a écrit que « Superman II est un jouet merveilleux. Il est drôle, plein d'astuces et parvient à être royalement divertissant, ce qui est vraiment tout ce qu'il vise. » Elle a également salué les performances de Reeve et Hackman et a trouvé que le style de mise en scène entre Donner et Lester était indiscernable.  De même, David Denby , critique pour le magazine New York , a salué l'approche légère du film et la performance de Hackman.  Christopher John, critique du film dans le magazine Ares , a commenté que « Superman II tombe dans la catégorie des suites contenant des films tels que Les dents de la mer II - très absorbants et divertissants, mais de meilleurs films seulement si vous n'avez jamais vu l'original. »
Le magazine de cinéma britannique Total Film a classé la version du Général Zod de Terence Stamp au 32e rang de sa liste des « 50 plus grands méchants de tous les temps » (devançant la 38e place de Lex Luthor ) en 2007.  Le site de culture pop IGN a placé le Général Zod au 30e rang de sa liste des « 50 plus grands méchants de bandes dessinées » tout en commentant « Stamp est Zod » (souligné dans l'original).

### Box-office
| Pays ou région    | Box-office        | Date d'arrêt du box-office | Nombre de semaines |
| ----------------- | ----------------- | -------------------------- | ------------------ |
| États-Unis Canada | 108 185 706 $     | -                          | -                  |
| France            | 2 038 601 entrées |                            |                    |
| Total mondial     | 216,4 millions $  | -                          | -                  |

## Distinctions
Entre 1982 et 2012, le film Superman 2 a été sélectionné 10 fois dans diverses catégories et a remporté 3 récompenses.

### Récompenses
- Académie des films de science-fiction, fantastique et d'horreur - Prix Saturn 1982 : Prix Saturn du Meilleur film de science-fiction.
- Prix Satellites 2006 : Prix Satellite du Meilleur ensemble de DVD (Superman Ultimate Collector's Edition).
- Société des critiques de cinéma de Las Vegas 2006 : Prix Sierra du Meilleur DVD (The Superman Ultimate Collectors Edition).

### Nominations
- Académie des films de science-fiction, fantastique et d'horreur - Prix Saturn 1982 :
  - Meilleur acteur pour Christopher Reeve,
  - Meilleure actrice pour Margot Kidder,
  - Meilleure musique pour Ken Thorne.
- Prix Rondo Hatton horreur classique (Rondo Hatton Classic Horror Awards) 2006 : Meilleure restauration.
- Prix Schmoes d'or (Golden Schmoes Awards) 2006 : Meilleur DVD / Blu-Ray de l'année (Ultimate Collection).
- Académie des films de science-fiction, fantastique et d'horreur - Prix Saturn 2007 :
  - Meilleure collection DVD (Superman: Ultimate Collector's Edition).
- Académie des films de science-fiction, fantastique et d'horreur - Prix Saturn 2012 :
  - Meilleure collection DVD (Superman: The Motion Picture Anthology (1978-2006)).

## Autour du film
- Durant l'interruption de la production, Christopher Reeve en a profité pour tourner le film Quelque part dans le temps. De son côté, Margot Kidder s'est consacrée à celui d'Amityville, la maison du diable aux côtés de James Brolin et Rod Steiger.
- Les fans de Superman ont été choqués de voir leur héros favori passer une nuit d'amour avec Lois Lane. Margot Kidder elle-même n'en est pas très fière.
- Si John Williams ne s'est pas ré-engagé pour la musique du film, c'est pour la simple raison qu'il était déjà sous contrat avec Paramount Pictures pour composer la musique des Aventuriers de l'arche perdue. Dans le cas contraire, il aurait accepté volontiers de continuer l'aventure[16].
- Certaines scènes jadis coupées au montage sont restées inutilisées comme une première version de l'évasion de Lex Luthor. Dans cette scène, Luthor effectue une réparation sous la voiture du directeur de la prison, ce dernier recevant la visite d'Eve Teschmacher. Peu après, le directeur découvre que les jambes de Luthor dépassant du châssis sont fausses.
- À la fin du film, Superman balance Zod dans un gouffre, Lois fait de même avec Ursa et Non y tombe accidentellement, impliquant qu'ils meurent. Cette scène a provoqué du mécontentement dans la communauté des fans de Superman car l'homme d'acier est un héros qui ne tue pas ses ennemis, encore moins de sang-froid. En fait, une scène coupée au montage devait montrer par la suite les trois ex-kryptoniens (et Lex Luthor) emmenés par la police.

### Les deux versions
Environ 75 % des scènes de Superman 2 ont été tournées en même temps que le premier Superman. Cependant, à la suite de nombreux désaccords, Richard Donner est remplacé par Richard Lester après la sortie du premier film. Lester retourne de nombreuses scènes en appuyant le côté humoristique du film. À la suite d'un désaccord financier avec les producteurs, Marlon Brando décide de se retirer du projet et exige que l'on enlève toutes ses scènes du film, récoltant au passage beaucoup d'argent avec un procès gagné à ce sujet. Cela engendrera alors de grandes failles scénaristiques.
Quelques années plus tard, à la suite de la pression de nombreux fans, la Warner autorise Richard Donner à remonter le film, d'après sa propre vision. Cette version, intitulée Superman 2: The Richard Donner Cut, sort en vidéo en 2006. Il conserve quelques scènes de la version de Richard Lester mais utilise de nombreuses images inédites et des essais de caméra conservés par la Warner ,.

#### Version de Richard Donner (1978)
- Lorsque Superman a réussi à neutraliser un des missiles de Lex Luthor dans le premier film, il l'a envoyé dans l'espace et c'est celui-là qui libère les trois kryptoniens de la plateforme d'exil.
- Lois Lane veut prouver que Clark Kent est Superman en lui tirant dessus avec un revolver (on peut remarquer dans cette scène que, sur certains plans, Christopher Reeve est plus maigre. Il s’agissait une scène de casting).
- Le passage de Superman dans la cabine moléculaire est sans douleur et ne change pas son costume. C'est aussi pour cela que le changement surprise des kryptoniens à la fin du film, sans douleur ou changement physique, est un contre-sens dans la version finale.
- Après avoir détruit ses pouvoirs (devenant pour de bon un être humain normal) et alors qu'il doit à tout prix les récupérer, Clark appelle son père dans sa forteresse délabrée et retrouve son cristal vert. Puis il utilise le cristal pour ré-invoquer l'hologramme à intelligence artificielle de son père. Sitôt réapparu, Jor-El affirme qu'il s'attendait à ce que Clark regrette son choix et qu'il peut lui restaurer ses pouvoirs, mais au prix de tout son propre savoir mis dans le cristal et qu'il ne pourra plus jamais le revoir. Jor-El lui dit « Le fils devient le père, le père devient le fils. ». L'hologramme infuse son énergie en Clark, lui permettant ainsi de redevenir Superman.
- Durant le duel kryptonien en plein Metropolis, Zod frappe Superman en plein vol, l'envoyant s'écraser contre le flambeau de la statue de la Liberté.
- Après avoir éliminé les kryptoniens, Superman et Lois se prennent dans les bras et s'embrassent. Et par la même occasion, Superman détruit la forteresse.
- Pour éviter que Lois Lane ne révèle un jour sa véritable identité, Superman change le cours de l'histoire en faisant tourner la Terre en sens inverse, supprimant de cette manière tous les événements produits par les kryptoniens (cette séquence, considérée par la production comme le meilleur effet spécial réalisé, sera finalement insérée à la fin du premier film).

#### Version de Richard Lester (1980)
- Le procès de Zod, Ursa et Non se déroule de façon assez différente, résultat de l'impossibilité de faire apparaître ou entendre l'acteur Marlon Brando (interprète de Jor-El), la sentence des trois condamnés étant alors prononcée par une voix inconnue.
- Dans le résumé du premier épisode, pendant le générique, on voit Lara (mère biologique de Superman) mettre son fils dans la capsule spatiale, alors que l'on avait bien vu Jor-El le faire lui-même dans le premier film. Mais là encore, il n'était pas possible de montrer Marlon Brando. Aussi le plan où les mains de Jor-El sont visibles a d'ailleurs été tourné avec une doublure.
- Superman embarque un des ascenseurs de la Tour Eiffel qui renferme une bombe atomique. Il le projette dans l'espace et la bombe explose, celle-ci libérant les kryptoniens de la plateforme d'exil.
- Lois Lane cherche à prouver que Clark Kent est Superman en se jetant volontairement dans un cours d'eau du Niagara. En fin de compte, Clark se permet une petite tricherie en utilisant ses lasers oculaires pour casser une branche d'arbre et l'envoyer en guise de bouée à Lois. Plus tard dans leur chambre d'Hôtel, Clark avoue la vérité à Lois après avoir heurté la peau d'ours, plongé en avant et fait atterrir sa main droite dans le feu.
- En détruisant ses pouvoirs dans la cabine moléculaire, Superman ressent désormais de la douleur et change d'apparence, arborant chemise, pantalon et souliers. Par la suite, il passe une nuit d'amour avec Lois (contrairement à la version de Donner dans laquelle les deux passages se font en sens inverse).
- Voulant absolument récupérer ses facultés, Clark retourne dans sa forteresse, appelle au secours de son père et retrouve son cristal vert... Puis, deux scènes plus tard, on le voit redevenu Superman sans aucune explication alors que l'hologramme de sa mère lui avait bien précisé que son changement serait irréversible.
- Dans la séquence de duel entre les kryptoniens à Metropolis, Non frappe Superman en plein vol, l'envoyant juste se cogner contre une grille d'aération sur le toit d'un immeuble.
- Pour s'assurer que Lois ne dira rien sur son identité, Clark lui efface ses derniers souvenirs en lui donnant simplement un baiser. Ils redeviennent de simples collègues et amis.

## Éditions en vidéo
Superman 2 est sortie aux États-Unis en DVD version director's cut de Richard Donner le 28 novembre 2006.